# Liste der Schiffe der Bundeswehr

Dienstflagge der Seestreitkräfte
(Flagge und Gösch der Kriegsschiffe)

Bundesdienstflagge
(Flagge der Hilfsschiffe der Marine und aller anderen Behördenfahrzeuge des Bundes)

Diese Liste enthält die Schiffsnamen, Kennzeichnungen und Schiffsklassen von deutschen Kriegsschiffe und Hilfsschiffe der Bundeswehr, die nach 1956 in der Bundesmarine – seit 1990 Deutsche Marine – und anderen Teilen der Bundeswehr eingesetzt waren oder noch sind.
Die Liste ist nach Schiffstypen und -klassen geordnet, hinter deren Namen jeweils eine Schiffsliste dieser Klasse folgt. Die Klassen-Nummer ist im offiziellen  Schiffsnummernverzeichnis der Bundeswehr für Schiffe, Boote und Betriebsfahrzeuge der Deutschen Marine und des Wehrtechnischen Bereichs herausgegeben vom Bundesamt für Wehrtechnik und Beschaffung festgelegt. Die nicht-amtliche Klassenbezeichnung wird analog dem Buch Die Schiffe, Fahrzeuge und Flugzeuge der deutschen Marine 1956 bis heute von Gerhard Koop und Siegfried Breyer verwendet.
Frühere Namen und Kennungen sind in Klammern hinter die gültigen Namen und Kennungen in der Klasse gesetzt. Die aufgeführte Dienstzeit bezieht sich nur auf die Dienstzeit in der jeweiligen Klasse. Die Einheiten der Volksmarine werden nur aufgeführt, wenn sie in den Dienst der Bundesmarine übernommen wurden. Alle anderen sind in der Liste der Schiffe der Nationalen Volksarmee aufgeführt.
Die Überwassereinheiten tragen heute durchgängig einen Anstrich im Farbton fehgrau (RAL-7000), bis in die 1970er Jahre hatten die Aufbauten teilweise einen weißen Anstrich.
In Dienst befindliche Schiffstypen und -klassen bzw. Einheiten sind blau unterlegt.
Bestellte und in Bau befindliche Schiffstypen werden in der Liste der Rüstungsvorhaben der Deutsche Marine aufgeführt.

## Überwasser-Kampfschiffe

### Zerstörer
| Zerstörer             | Zerstörer                                           | Zerstörer                           | Zerstörer | Zerstörer                                                   | Zerstörer                          | Zerstörer                    |
| Klasse                | Klasse                                              | Schiffe                             | Schiffe | Schiffe                                                     | Typ                                | Bild                         |
| Nr.                   | Name                                                | Nr.                                 | Name | Dienstzeit00                                                | Typ                                | Bild                         |
| --------------------- | --------------------------------------------------- | ----------------------------------- | --- | ----------------------------------------------------------- | ---------------------------------- | ---------------------------- |
| Z 119                 | Zerstörer-1-Klasse (US-amerik. Fletcher-Klasse)     | D 170 D 171 D 172 D 178 D 179 D 180 | Zerstörer 1 (ex Anthony DD-515) Zerstörer 2 (ex Ringgold DD-500) Zerstörer 3 (ex Wadsworth DD-516) Zerstörer 4 (ex Claxton DD-571) Zerstörer 5 (ex Dyson DD-572) Zerstörer 6 (ex Charles Ausburne DD-570) | 1958–1972 1959–1981 1959–1980 1959–1981 1960–1982 1960–1968 | Zerstörer                          | Z 2                          |
| Z 101/ Z 101A         | Hamburg-Klasse                                      | D 181 D 182 D 183 D 184             | Hamburg Schleswig-Holstein Bayern Hessen | 1964–1994 1965–1993 1968–1990                               | Zerstörer, sp. Flugkörperzerstörer | Zerstörer Schleswig-Holstein |
| Z 103/ Z 103A/ Z 103B | Lütjens-Klasse (US-amerik. Charles-F.-Adams-Klasse) | D 185 D 186 D 187                   | Lütjens Mölders Rommel | 1969–2003 1970–1998                                         | Lenkwaffenzerstörer                | Zerstörer Lütjens            |

### Fregatten
| Fregatten | Fregatten                | Fregatten                                       | Fregatten                                                                 | Fregatten                                                             | Fregatten                                                           | Fregatten                       |
| Klasse    | Klasse                   | Schiffe                                         | Schiffe                                                                   | Schiffe                                                               | Typ                                                                 | Bild                            |
| Nr.       | Name                     | Nr.                                             | Name                                                                      | Dienstzeit00                                                          | Typ                                                                 | Bild                            |
| --------- | ------------------------ | ----------------------------------------------- | ------------------------------------------------------------------------- | --------------------------------------------------------------------- | ------------------------------------------------------------------- | ------------------------------- |
| F 120     | Köln-Klasse              | F 220 F 221 F 222 F 223 F 224 F 225             | Köln Emden Augsburg Karlsruhe Lübeck Braunschweig                         | 1961–1982 1961–1983 1962–1988 1962–1983 1963–1988 1964–1989           | Geleitboot/Fregatte (F220 Köln ab 1989 Ausbildungshulk in Neustadt) | Fregatte Köln                   |
| F 122     | Bremen-Klasse            | F 207 F 208 F 209 F 210 F 211 F 212 F 213 F 214 | Bremen Niedersachsen Rheinland-Pfalz Emden Köln Karlsruhe Augsburg Lübeck | 1982–2014 1982–2015 1983–2013 1984–2012 1984–2016 1989–2019 1990–2022 | Fregatte                                                            | Fregatte Niedersachsen          |
| 600 610   | sowjet. Projekt 1159     | F 225 F 224                                     | Halle (ex SKR-149) Rostock (ex Nerpa)                                     | 1990–1991                                                             | Fregatte ex Volksmarine Küstenschutzschiff                          | Küstenschutzschiff Rostock      |
| F 123     | Brandenburg-Klasse       | F 215 F 216 F 217 F 218                         | Brandenburg Schleswig-Holstein Bayern Mecklenburg-Vorpommern              | seit 1994 seit 1995 seit 1996                                         | Fregatte                                                            | Fregatte Mecklenburg-Vorpommern |
| F 124     | Sachsen-Klasse           | F 219 F 220 F 221                               | Sachsen Hamburg Hessen                                                    | seit 2003 seit 2004 seit 2006                                         | Fregatte                                                            | Fregatte Sachsen                |
| F 125     | Baden-Württemberg-Klasse | F 222 F 223 F 224 F 225                         | Baden-Württemberg Nordrhein-Westfalen Sachsen-Anhalt Rheinland-Pfalz      | seit 2019 seit 2020 seit 2021 seit 2022                               | Fregatte                                                            |                                 |
| F 126     | Niedersachsen-Klasse     | F 226 F 227 F 228 F 229 F 230 F 231             | Niedersachsen Saarland Bremen Thüringen                                   | in Bau geplant                                                        | Fregatte                                                            |                                 |

### Korvetten
| Korvetten | Korvetten           | Korvetten                                                   | Korvetten                                                                                          | Korvetten                  | Korvetten | Korvetten             |
| Klasse    | Klasse              | Schiffe                                                     | Schiffe                                                                                            | Schiffe                    | Typ       | Bild                  |
| Nr.       | Name                | Nr.                                                         | Name                                                                                               | Dienstzeit00               | Typ       | Bild                  |
| --------- | ------------------- | ----------------------------------------------------------- | -------------------------------------------------------------------------------------------------- | -------------------------- | --------- | --------------------- |
| K 130     | Braunschweig-Klasse | F 260 F 261 F 262 F 263 F 264 F 265 F 266 F 267 F 268 F 269 | Braunschweig Magdeburg Erfurt Oldenburg Ludwigshafen am Rhein Köln Emden Karlsruhe Augsburg Lübeck | seit 2008 seit 2013 in Bau | Korvette  | Korvette Braunschweig |

### Schnellboote
| Schnellboote | Schnellboote                                        | Schnellboote | Schnellboote | Schnellboote | Schnellboote                                                             | Schnellboote                                   |
| Klasse       | Klasse                                              | Schiffe | Schiffe | Schiffe | Typ                                                                      | Bild                                           |
| Nr.          | Name                                                | Nr. | Name | Dienstzeit00 | Typ                                                                      | Bild                                           |
| ------------ | --------------------------------------------------- | --- | --- | --- | ------------------------------------------------------------------------ | ---------------------------------------------- |
| 149          | Silbermöwe-Klasse                                   | P 6052 P 6053 P 6055 P 6056 P 6054 P 6057                                                                                                   | Silbermöwe Sturmmöwe Eismöwe Raubmöwe Wildschwan Seeschwalbe | 1956–1967 1957–1967 1956–1967 1957–1964 | Torpedo-Schnellboot S-Boot-Typ 43 der Kriegsmarine                       | Schnellboot Wildschwan                         |
| 140          | Jaguar-Klasse                                       | P 6059 P 6058 P 6062 P 6061 P 6060 P 6065 P 6066 P 6067 P 6082 P 6083 P 6085 P 6087 P 6088 P 6089 P 6091 P 6090 P 6063 P 6064 P 6084 P 6086 | Jaguar (S 1) Iltis (S 2) Wolf (S 3) Luchs (S 4) Leopard (S 5) Löwe (S 12) Fuchs (S 13) Marder (S 14) Weihe (S 15) Kranich (S 16) Storch (S 17) Häher (S 18) Elster (S 19) Reiher (S 20) Dommel (S 21) Pinguin (S 22) Tiger (S 23) Panther (S 24) Alk (S 29) Pelikan (S 30) | 1957–1973 1957–1975 1958–1975 1958–1972 1958–1973 1959–1975 1959–1973 1959–1972 1959–1973 1960–1974 1960–1973 1961–1974 1961–1973 1958–1974 1958–1973 1960–1974 | Torpedo-Schnellboot                                                      | Schnellboot Jaguar-Klasse                      |
| 141          | Seeadler-Klasse                                     | P 6068 P 6069 P 6070 P 6071 P 6072 P 6073 P 6074 P 6075 P 6076 P 6077                                                                       | Seeadler (S 6) Albatros (S 7) Kondor (S 8) Greif (S 9) Falke (S 10) Geier (S 11) Bussard (S 25) Habicht (S 26) Sperber (S 27) Kormoran (S 28) | 1958–1976 1959–1975 1959–1976 1959–1975 1959–1976 | Torpedo-Schnellboot                                                      | Schnellboot Kondor (S8) · Schnellboot Albatros |
| 152          | Hugin-Klasse                                        | P 6191 P 6192 | Hugin (VS 1) Munin (VS 1) | 1960–1964 | Torpedo-Schnellboot Norwegische Nasty-Klasse                             |                                                |
| 142/ 142A    | Zobel-Klasse                                        | P 6092 P 6093 P 6094 P 6095 P 6096 P 6097 P 6098 P 6099 P 6100 P 6101                                                                       | Zobel (S 31) Wiesel (S 32) Dachs (S 33) Hermelin (S 38) Nerz (S 34) Puma (S 39) Gepard (S 35) Hyäne (S 40) Frettchen (S 36) Ozelot (S 37) | 1961–1982 1962–1984 1962–1983 1963–1982 1962–1981 1963–1982 1963–1984 1963–1983 1963–1984                                                                       | Torpedo-Schnellboot                                                      |                                                |
| 153          | Klasse 153                                          | P 6193 P 6194 | Pfeil (VS 3) Strahl (VS 4) | 1962–1965 | Torpedoschnellboot Typ Brit. Ferocity Torpedoschnellboot Typ Brit. Brave |                                                |
| 148          | Tiger-Klasse                                        | P 6141 P 6142 P 6143 P 6144 P 6145 P 6146 P 6147 P 6148 P 6149 P 6150 P 6151 P 6152 P 6153 P 6154 P 6155 P 6156 P 6157 P 6158 P 6159 P 6160 | S 41 Tiger S 42 Iltis S 43 Luchs S 44 Marder S 45 Leopard S 46 Fuchs S 47 Jaguar S 48 Löwe S 49 Wolf S 50 Panther S 51 Häher S 52 Storch S 53 Pelikan S 54 Elster S 55 Alk S 56 Dommel S 57 Weihe S 58 Pinguin S 59 Reiher S 60 Kranich                                    | 1972–1998 1973–1992 1973–1998 1973–1994 1973–2000 1973–2002 1973–2000 1974–2002 1975–1997 1974–2002 1974–1994 1974–1992 1974–1998 1974–1997 1975–2002 1975–1998 | Flugkörper-Schnellboot                                                   | Flugkörper-Schnellboot Elster                  |
| 143          | Albatros-Klasse                                     | P 6111 P 6112 P 6113 P 6114 P 6115 P 6116 P 6117 P 6118 P 6119 P 6120                                                                       | S 61 Albatros S 62 Falke S 63 Geier S 64 Bussard S 65 Sperber S 66 Greif S 67 Kondor S 68 Seeadler S 69 Habicht S 70 Kormoran | 1976–2005 1976–2004 1976–2005 1976–2004 1977–2005 | Flugkörper-/Torpedo-Schnellboot                                          |                                                |
| 143A         | Gepard-Klasse                                       | P 6121 P 6122 P 6123 P 6124 P 6125 P 6126 P 6127 P 6128 P 6129 P 6130                                                                       | S 71 Gepard S 72 Puma S 73 Hermelin S 74 Nerz S 75 Zobel S 76 Frettchen S 77 Dachs S 78 Ozelot S 79 Wiesel S 80 Hyäne | 1982–2014 1982–2015 1983–2016 1983–2012 1983–2016 1984–2012 1984–2014 1984–2015 1984–2016                                                                       | Flugkörper-Schnellboot                                                   | Flugkörper-Schnellboot Gepard                  |
| 620          | Balcom-10-Klasse (DDR Projekt 151, Sassnitz-Klasse) | P 6165 | Sassnitz | 1990–1991 | Flugkörper-Schnellboot ex Volksmarine Kleines Raketenschiff              | Polnisches Schnellboot der Balcom-10-Klasse    |
| 621          | Tarantul-I-Klasse (sowjet. Projekt 1241.1)          | P 6166 | Hiddensee (ex Rudolf Egelhofer) | 1990–1991 | Schnellboot ex Volksmarine Kleines Raketenschiff                         | Korvette Hiddensee unter US-Flagge             |

### U-Jagdboote
| U-Jagdboote | U-Jagdboote                          | U-Jagdboote | U-Jagdboote                                | U-Jagdboote                                       | U-Jagdboote                                  | U-Jagdboote                             |
| Klasse      | Klasse                               | Schiffe | Schiffe                                    | Schiffe                                           | Typ                                          | Bild                                    |
| Nr.         | Name                                 | Nr. | Name                                       | Dienstzeit00                                      | Typ                                          | Bild                                    |
| ----------- | ------------------------------------ | --- | ------------------------------------------ | ------------------------------------------------- | -------------------------------------------- | --------------------------------------- |
| 420         | Thetis-Klasse                        | P 6052 (A 1430/P 6111) P 6053 (A 1431/P 6112) P 6054 (A 1432/P 6113) P 6055 (A 1433/P 6114) P 6056 (A 1434/P 6115) | Thetis Hermes Najade Triton Theseus        | 1961–1991 1961–1992 1962–1991 1962–1992 1963–1992 | Torpedofangboot/Flottendienstboot/U-Jagdboot | U-Jagdboot Najade                       |
| 630 + 140   | Parchim-I-Klasse (DDR Projekt 133.1) | P 6164 P 6167 P 6168 P 6169 P 6170                                                                                 | Grevesmühlen Gadebusch Teterow Lübz Wismar | 1990–1991                                         | Küstenschutzboot ex Volksmarine-U-Jagdschiff | Vier Parchim-Klasse-Boote in Peenemünde |

## U-Boote
Siehe auch Liste von Unterseebooten der Bundeswehr
| U-Boote    | U-Boote      | U-Boote | U-Boote                                                                                   | U-Boote | U-Boote                                                                                | U-Boote                                                                    |
| Klasse     | Klasse       | Schiffe | Schiffe                                                                                   | Schiffe | Typ                                                                                    | Bild                                                                       |
| Nr.        | Name         | Nr. | Name                                                                                      | Dienstzeit | Typ                                                                                    | Bild                                                                       |
| ---------- | ------------ | --- | ----------------------------------------------------------------------------------------- | --- | -------------------------------------------------------------------------------------- | -------------------------------------------------------------------------- |
| 201        | Klasse 201   | S 180 S 181 S 182                                                                                           | U 1 U 2 U 3                                                                               | 1962–1966 1962–1963 1964–1967 | Küsten-U-Boot                                                                          |                                                                            |
| 202        | Klasse 202   | S 172 S 173                                                                                                 | Hans Techel Friedrich Schürer                                                             | 1965–1966 1966–1966 | Versuchs-U-Boot                                                                        |                                                                            |
| 205        | Klasse 205   | U 183 U 184 U 185 U 186 U 187                                                                               | U 4 U 5 U 6 U 7 U 8                                                                       | 1962–1974 1963–1974 1964–1974 | Küsten-U-Boot                                                                          | Das U-Boot U 4 in See                                                      |
| 205 mod    | Klasse 205   | U 188 U 189 U 190 U 191 U 180 U 181                                                                         | U 9 U 10 U 11 U 12 U 1 U 2                                                                | 1967–1993 1968–2003 1969–2005 1967–1991 1966–1992 | Küsten-U-Boot                                                                          | Das U-Boot U 10 in See                                                     |
| 206 + 206A | Klasse 206   | S 192 S 193 S 194 S 195 S 196 S 197 S 198 S 199 S 170 S 171 S 172 S 173 S 174 S 175 S 176 S 177 S 178 S 179 | U 13 U 14 U 15 U 16 U 17 U 18 U 19 U 20 U 21 U 22 U 23 U 24 U 25 U 26 U 27 U 28 U 29 U 30 | 1973–1997 1974–2010 1973–2011 1973–2010 1973–2011 1973–1998 1974–1996 1974–1998 1974–2008 1975–2011 1974–2011 1974–2008 1975–2005 1974–1996 1974–2004 1974–2006 1975–2007 | Küsten-U-Boot                                                                          | Das U-Boot U 13 (Klasse 206) in See · Das U-Boot U 22 (Klasse 206A) in See |
| 212A       | Klasse 212 A | S 181 S 182 S 183 S 184 S 185 S 186                                                                         | U 31 U 32 U 33 U 34 U 35 U 36                                                             | seit 2005 seit 2006 seit 2007 seit 2015 seit 2016 | U-Boot                                                                                 | Das U-Boot U 31 im Kieler Hafen                                            |
| 240        | Hai-Klasse   | S 170 (UW 20) S 171 (UW 21)                                                                                 | Hai (ex U 2365) Hecht (ex U 2367)                                                         | 1957–1966 1957–1968 | Schul- und Erprobungs-U-Boot ex Kriegsmarine Typ XXIII                                 | Uboot Hecht (S 171, ex U 2367)                                             |
| 241        | Klasse 241   | Y 880 | Wilhelm Bauer (ex U 2540)                                                                 | 1960–1982 | Erprobungs-U-Boot ex Kriegsmarine Typ XXI                                              | U-Boot Wilhelm Bauer in Eckernförde im Jahre 1963                          |
| 740        | Narwal       | Y 883 | Narwal                                                                                    | 1991–1996 (nur Erprobung, nicht in Dienst) | „Unterwasserfahrzeug zur Verbringung von Tauchern“ (UWTG): Klein-U-Boot zur Aufklärung | Aufklärungs-U-Boot Narwal                                                  |

## Minenabwehrfahrzeuge

### Hochseeminensuchboote
| Hochsee-Minensuchboote | Hochsee-Minensuchboote | Hochsee-Minensuchboote                                            | Hochsee-Minensuchboote | Hochsee-Minensuchboote | Hochsee-Minensuchboote                                                    | Hochsee-Minensuchboote                                |
| Klasse                 | Klasse                 | Schiffe                                                           | Schiffe | Schiffe                | Typ                                                                       | Bild                                                  |
| Nr.                    | Name                   | Nr.                                                               | Name | 0Dienstzeit0           | Typ                                                                       | Bild                                                  |
| ---------------------- | ---------------------- | ----------------------------------------------------------------- | --- | ---------------------- | ------------------------------------------------------------------------- | ----------------------------------------------------- |
| 319                    | Seelöwe-Klasse         | M 192 (ST) M 188 (SE) M 189 (SL) M 191 (SG) M 187 (SH) M 190 (SP) | Seestern (ex TS 4/ex M 278/ex M 202) Seeigel (ex M 460/ex M 204) Seelöwe (ex M 441/ex M 205) Seeschlange (ex M 611/ex M 206) Seehund (ex TS 7/ex M 388/ex M 203) Seepferd (ex M 294/ex M 201) | 1956–1960              | Minensuchboot ex Kriegsmarine, Typ M-Boot 1940 und Typ M-Boot 1943 (M191) | Kriegsmarine Minensuchboote Typ 1940, M 388 und M 460 |

### Küstenminensuchboote
| Küsten-Minensuchboote | Küsten-Minensuchboote | Küsten-Minensuchboote | Küsten-Minensuchboote | Küsten-Minensuchboote | Küsten-Minensuchboote                                                                                          | Küsten-Minensuchboote |
| Klasse                | Klasse                | Schiffe | Schiffe | Schiffe | Typ | Bild                  |
| Nr.                   | Name                  | Nr. | Name | Dienstzeit | Typ | Bild                  |
| --------------------- | --------------------- | --- | --- | --- | --- | --------------------- |
| 320                   | Lindau-Klasse         | M 1072 M 1070 M 1071 M 1075 M 1074 M 1073 M 1076 M 1077 M 1078 M 1079 M 1080 M 1081 M 1082 M 1083 M 1084 M 1085 M 1086 M 1087 | Lindau Göttingen Koblenz Wetzlar Tübingen Schleswig Paderborn Weilheim Cuxhaven Düren Marburg Konstanz Wolfsburg Ulm Flensburg Minden Fulda Völklingen | 1958–1975 1958–1976 1958–1975 1958–1976 1958–1975 1958–1979 1959–1976 1959–1979 1959–1976 1959–1980 1959–1979 1959–1978 1959–1970 1960–1975 1960–1969 1960–1976 | Küstenminensuchboot später umgebaut zu Minenjagdbooten der Klasse 331A/B und Hohlstablenkbooten der Klasse 351 |                       |
| 321                   | Vegesack-Klasse       | M 1250 M 1251 M 1252 M 1253 M 1254 M 1255                                                                                     | Vegesack Hameln Detmold Worms Siegen Passau | 1959–1963 1960–1963 | Küstenminensuchboot, Franz. Typ Mercure, Lizenzbauten der US-amerikanischen Bluebird-Klasse                    |                       |

### Minenjagdboote
| Minenjagdboote | Minenjagdboote                               | Minenjagdboote                                                                      | Minenjagdboote | Minenjagdboote                                                                                                | Minenjagdboote                                                                                  | Minenjagdboote                                       |
| Klasse         | Klasse                                       | Schiffe                                                                             | Schiffe | Schiffe | Typ                                                                                             | Bild                                                 |
| Nr.            | Name                                         | Nr.                                                                                 | Name | 0Dienstzeit00                                                                                                 | Typ                                                                                             | Bild                                                 |
| -------------- | -------------------------------------------- | ----------------------------------------------------------------------------------- | --- | --- | ----------------------------------------------------------------------------------------------- | ---------------------------------------------------- |
| 331A/ 331B     | Lindau-Klasse                                | M 1086 M 1084 M 1072 M 1074 M 1085 M 1071 M 1075 M 1070 M 1077 M 1087 M 1078 M 1080 | Fulda Flensburg Lindau Tübingen Minden Koblenz Wetzlar Göttingen Weilheim Völklingen Cuxhaven Marburg                                     | 1968–1992 1972–1991 1978–2000 1978–1997 1979–1997 1978–1997 1978–1995 1979–1997 1978–1995 1979–1999 1979–2000 | Minenjagdboot vormals Küstenminensuchboote der Klasse 320                                       | Minenjagdboot Weilheim im Marinemuseum Wilhelmshaven |
| 332            | Frankenthal-Klasse                           | M 1066 M 1060 M 1061 M 1063 M 1067 M 1064 M 1068 M 1065 M 1069 M 1062 M 1058 M 1059 | Frankenthal Weiden Rottweil (s. u.) Bad Bevensen Bad Rappenau (s. u.) Grömitz Datteln Dillingen Homburg Sulzbach‑Rosenberg Fulda Weilheim | 1992–2006 1993–2006 1993–2007 seit 1993 1994–2012 seit 1994 seit 1995 seit 1996 seit 1998                     | Minenjagdboot                                                                                   | Minenjagdboot Dillingen                              |
| 332B           | Frankenthal-Klasse (Minentauchereinsatzboot) | M 1061 M 1067                                                                       | Rottweil Bad Rappenau | seit 2008 seit 2013                                                                                           | Minentauchereinsatzboot, vormals Minenjagdboote der Klasse 332, umgebaut zwischen 2007 und 2013 | Minentauchereinsatzboot Rottweil                     |
| 333            | Kulmbach-Klasse                              | M 1091 M 1095 M 1099 M 1097 M 1096                                                  | Kulmbach Überherrn Herten Laboe Passau | 1990–2012 1989–2016 1991–2016 1989–2012 1990–2013                                                             | Minenjagdboot, vormals Schnelle Minensuchboote der Klasse 343, umgebaut zwischen 1999 und 2002  | Minenjagdboot Herten                                 |

### Schnelle Minensuch- und Minenkampfboote
| Schnelle Minensuchboote | Schnelle Minensuchboote | Schnelle Minensuchboote | Schnelle Minensuchboote | Schnelle Minensuchboote | Schnelle Minensuchboote | Schnelle Minensuchboote         |
| Klasse                  | Klasse                  | Schiffe | Schiffe | Schiffe | Typ | Bild                            |
| Nr.                     | Name                    | Nr. | Name | Dienstzeit | Typ | Bild                            |
| ----------------------- | ----------------------- | --- | --- | --- | --- | ------------------------------- |
| 340                     | Schütze-Klasse          | M 1052 (M 1093) M 1050 (M 1098) M 1059 M 1054 (M 1058) M 1058 M 1055 (M 1086) M 1053 (M 1083) M 1057 (M 1088) M 1056 M 1051                                                                                         | Krebs Mira Spica Pollux Mars Sirius Orion Regulus Rigel Castor                                                                                 | 1959–1973 1960–1973 1961–1992 1961–1990 1962–1973 1962–1990 | Schnelles Minensuchboot |                                 |
| 341                     | Schütze-Klasse          | M 1062 (M 1090) M 1091 M 1061 (M 1092) M 1063 (M 1095) M 1096 M 1097 M 1098 M 1069 M 1068 (M 1062) M 1060 (M 1068) M 1094 M 1092 M 1099 M 1065 M 1064 (M 1089) M 1093 (M 1054) M 1095 M 1090 M 1067 M 1066 (M 1256) | Schütze Steinbock Stier Waage Fische Gemma Capella Wega Algol Skorpion Widder Pluto Uranus Jupiter Deneb Neptun Herkules Perseus Atair Pegasus | 1959–1992 1960–1974 1961–1970 1962–1992 1960–1989 1960–1987 1960–1974 1963–1988 1963–1971 1963–1990 1960–1989 1960–1987 1960–1971 1961–1989 1960–1990 1960–1987 1961–1988 1962–1973 | Schnelles Minensuchboot | Stier 1972 als Taucherboot Y849 |
| 343                     | Hameln-Klasse           | M 1092 M 1095 M 1097 M 1090 M 1091 M 1098 M 1094 M 1096 M 1099 M 1093 | Hameln Überherrn Laboe Pegnitz Kulmbach Siegburg Ensdorf Passau Herten Auerbach-Oberpfalz                                                      | 1989–1999/2002–2014 1989–1999/2002 1989–2012 1990–1999/2002 1990–2012 1990–1999/2002 1990–1999 1990–2013 1991–1999/2002 1991–1999/2002–2015                                         | Schnelles Minensuchboot/ Minenkampfboot, im Zeitraum von 1999 bis 2002 umgebaut zu Minenjagdbooten der Klasse 333 und Hohlstablenkbooten der Klasse 352 |                                 |

### Hohlstabsysteme
| Hohlstablenkboote | Hohlstablenkboote | Hohlstablenkboote                         | Hohlstablenkboote                                  | Hohlstablenkboote                                           | Hohlstablenkboote                                                                                | Hohlstablenkboote       |
| Klasse            | Klasse            | Schiffe                                   | Schiffe                                            | Schiffe                                                     | Typ                                                                                              | Bild                    |
| Nr.               | Name              | Nr.                                       | Name                                               | 0Dienstzeit0                                                | Typ                                                                                              | Bild                    |
| ----------------- | ----------------- | ----------------------------------------- | -------------------------------------------------- | ----------------------------------------------------------- | ------------------------------------------------------------------------------------------------ | ----------------------- |
| 351               | Lindau-Klasse     | M 1083 M 1073 M 1082 M 1076 M 1079 M 1081 | Ulm Schleswig Wolfsburg Paderborn Düren Konstanz   | 1981–1999 1981–2000 1982–2000 1981–2000 1983–2000 1982–2000 | Hohlstablenkboot vormals Küstenminensuchboote der Klasse 320                                     | links HL-Boot Ulm       |
| 351               | Seehund-Klasse    | 1 bis 18                                  | Seehund 1 bis Seehund 18                           | seit 1981                                                   | Hohlstab, Drohnen für Hohlstablenkboote der Klasse 351 und 352                                   | Seehunde                |
| 352               | Ensdorf-Klasse    | M 1094 M 1093 M 1092 M 1090 M 1098        | Ensdorf Auerbach/Oberpfalz Hameln Pegnitz Siegburg | 2000–2014 1999–2015 1999–2014 seit 1999/2001                | Hohlstablenkboot vormals Schnelle Minensuchboote der Klasse 343, umgebaut zwischen 1999 und 2001 | Hohlstablenkboot Hameln |

### Räumboote, Binnenminensuchboote, Minenabwehrschiffe
| Räumboote            | Räumboote        | Räumboote | Räumboote | Räumboote | Räumboote | Räumboote                                     |
| Klasse               | Klasse           | Schiffe | Schiffe | Schiffe | Typ | Bild                                          |
| Nr.                  | Name             | Nr. | Name | 0Dienstzeit0 | Typ | Bild                                          |
| -------------------- | ---------------- | --- | --- | --- | --- | --------------------------------------------- |
| 359                  | Wega-Klasse      | M 1058 (SR/SI/144/USN 144) M 1052 (MA/USN 136) M 1054 (PX/USN 140) M 1059 (SP/USN 142) M 1063 (AT/USN 76) M 1067 (PE/USN 68) M 1051 (CT/USN 138) M 1053 (OR/132/SN 132) M 1055 (RE/USN 137) M 1057 (RI/135/USN 135) M 1057 (SA/USN 147) M 1060 (AB/USN 91) M 1062 (AR/USN 128) M 1064 (DE/USN 127) M 1066 (ME/134/USN 134) M 1068 (SK/USN 120) M 1069 (WE/USN 67) M 1065 (JI/JU/USN 137) M 1061 (AL/USN 99) M 1050 (CP/USN 133) | Sirius (ex R 144) Mars (ex R 136) Pollux (ex R 140) Spica (ex R 142) Atair (ex R 76) Pegasus (ex R 68) Castor (ex R 138) Orion (ex R 132) Regulus (ex R 137) Rigel (ex R 135) Saturn (ex R 147) Aldebaran (ex R 91) Arkturus (ex R 128) Deneb (ex R 127) Merkur (ex R 134) Skorpion (ex R 120) Wega (ex R 67) Jupiter (ex R 137) Algol (ex R 99) Capella (ex R 133) | 1956–1959 1956–1960 1956–1961 1956–1962 1956–1961 1956–1962 1956–1963 1956–1961 1956–1963 1956–1962 1956–1959 1956–1961 1956–1959 | Räumboot, ex Kriegsmarine-Räumboot                                                                                  | Räumboot Algol                                |
| Binnenminensuchboote |                  | | | | |                                               |
| Klasse               | Klasse           | Schiffe | Schiffe | Schiffe | Typ | Bild                                          |
| Nr.                  | Name             | Nr. | Name | Dienstzeit | Typ | Bild                                          |
| 391                  | Klasse 391       | M 2661 (W 21) | Niobe | 1958–1970 | Binnenminensuchboot vormals Küstenwachboot der Klasse 361                                                           |                                               |
| 392                  | Klasse 392       | M 2662 (W 22) | Hansa | 1958–1968 | Binnenminensuchboot vormals Küstenwachboot der Klasse 360                                                           |                                               |
| 393A+ 393B           | Ariadne-Klasse   | M 2650 (M 2663/W 23) M 2651 (M 2664/W 24) M 2652 (M 2665/W 25) M 2653 (M 2666/W 26) M 2654 (M 2667/W 27) M 2655 (M 2668/W 28) M 2656 (M 2669/W 29) M 2657 (M 2670/W 30) | Ariadne Freya Vineta Hertha Nymphe Nixe Amazone Gazelle | 1961–1991 1962–1992 1962–1991 1962–1992 1963–1992                                                                                 | Binnenminensuchboot vormals Küstenwachboot der Klasse 362                                                           |                                               |
| 394A+ 394B           | Frauenlob-Klasse | M 2658 (M 2671/W 31) M 2659 (M 2672/W 32) M 2660 (M 2673/W 33) M 2661 (M 2674/W 34) M 2662 (M 2675/W 35) M 2663 (M 2676/W 36) M 2664 (M 2677/W 37) M 2665 (M 2678) M 2666 (M 2679) M 2667 (M 2680) | Frauenlob Nautilus Gefion Medusa Undine Minerva Diana Loreley Atlantis Acheron | 1966–2002 1966–1994 1967–2002 1967–2001 1967–1995 1968–2002 1968–1995 1969–1995                                                   | Binnenminensuchboot vormals Küstenwachboot der Klasse 362 Atlantis: seit 2000 Museumsschiff im Alberthafen, Dresden | ex-Minerva als estnisches Museumsschiff Kalev |
| Minenabwehrschiff    |                  | | | | |                                               |
| Klasse               | Klasse           | Schiffe | Schiffe | Schiffe | Typ | Bild                                          |
| Nr.                  | Name             | Nr. | Name | Dienstzeit | Typ | Bild                                          |
| 640+ 300             | Kondor-II-Klasse | M 2669 M 2670 M 2671 M 2672 M 2673 M 2674 | Tangerhütte Sömmerda Eisleben Bitterfeld Bernau Eilenburg | 1990–1991 | Minenabwehrschiff ex Volksmarine Minenabwehrschiff Projekt 89.2                                                     |                                               |

### Küstenwachboote
| Küstenwachboote | Küstenwachboote | Küstenwachboote                          | Küstenwachboote                                                                       | Küstenwachboote                                                       | Küstenwachboote                                  | Küstenwachboote |
| Klasse          | Klasse          | Schiffe                                  | Schiffe                                                                               | Schiffe                                                               | Schiffe                                          | Bild            |
| Nr.             | Name            | Nr.                                      | Name                                                                                  | 0Dienstzeit0                                                          | Typ                                              | Bild            |
| --------------- | --------------- | ---------------------------------------- | ------------------------------------------------------------------------------------- | --------------------------------------------------------------------- | ------------------------------------------------ | --------------- |
| 368             | KW-1-Klasse     | W 1 W 2 W 3 W 4 W 5 W 6 W 7 W 8 W 9 W 10 | KW 1 (ex VS 1441) KW 2 (ex M3253) KW 3 (ex K 561) KW 4 KW 5 KW 6 KW 7 KW 8 KW 9 KW 10 | 1956–1968 1956–1974 1956–1963 1956–1968 1956–1963 1956–1974 1956–1963 | Küstenwachboot ex Kriegsmarine-Kriegsfischkutter |                 |

### Minenleger und -transporter
| Minenleger und -transporter | Minenleger und -transporter | Minenleger und -transporter                  | Minenleger und -transporter                                                                                       | Minenleger und -transporter              | Minenleger und -transporter                   | Minenleger und -transporter |
| Klasse                      | Klasse                      | Schiffe                                      | Schiffe | Schiffe                                  | Typ                                           |                             |
| Nr.                         | Name                        | Nr.                                          | Name | Dienstzeit                               | Typ                                           |                             |
| --------------------------- | --------------------------- | -------------------------------------------- | --- | ---------------------------------------- | --------------------------------------------- | --------------------------- |
| 370                         | Bottrop-Klasse              | N 120 (A 1403) N 121 (A 1404) N 122 (A 1405) | Bamberg (ex USS Greer County/LST 799) Bochum (ex US Rice County/LST 1089) Bottrop (ex USS Saline County/LST 1101) | für DEU nie in Dienst gestellt 1961–1972 | Minenleger ex US Landungsschiffe des Typs LST |                             |
| 762                         | Sachsenwald-Klasse          | A 1437 A 1438                                | Sachsenwald Steigerwald                                                                                           | 1969–1991 1969–1993                      | Minentransporter                              |                             |

## Amphibische Schiffe

### Landungsschiffe
| Landungsschiffe | Landungsschiffe | Landungsschiffe         | Landungsschiffe                                                                                        | Landungsschiffe               | Landungsschiffe                                                                        | Landungsschiffe           |
| Klasse          | Klasse          | Schiffe                 | Schiffe                                                                                                | Schiffe                       | Typ                                                                                    | Bild                      |
| Nr.             | Name            | Nr.                     | Name                                                                                                   | 0Dienstzeit0                  | Typ                                                                                    | Bild                      |
| --------------- | --------------- | ----------------------- | --- | ----------------------------- | -------------------------------------------------------------------------------------- | ------------------------- |
| 550             | Eidechse-Klasse | L 750 L 751 L 752 L 753 | Krokodil (ex USS LSM 537) Eidechse (ex USS LSM 491) Salamander (ex USS LSM 553) Viper (ex USS LSM 558) | 1958–1972 1958–1973 1958–1969 | Landungsschiff ex US Landungsschiff Medium des Typs LSM                                | USS LSM 152 im Jahre 1944 |
| 551             | Otter-Klasse    | L 754 L 755             | Otter (ex USS SMYRNA RIVER / LSM(R) 532) Natter (ex USS Thames RIVER / LSM(R) 534)                     | 1958–1967                     | Landungsunterstützungsschiff ex US Landungsunterstützungsschiff Medium des Typs LSM(R) | USS LSM(R) 513            |

### Landungsboote
| Landungsboote | Landungsboote  | Landungsboote | Landungsboote | Landungsboote | Landungsboote         | Landungsboote |
| Klasse        | Klasse         | Schiffe | Schiffe | Schiffe | Typ                   | Bild          |
| Nr.           | Name           | Nr. | Name | Dienstzeit | Typ                   | Bild          |
| ------------- | -------------- | --- | --- | --- | --------------------- | ------------- |
| 520           | Barbe-Klasse   | L 788 L 789 L 790 L 791 L 760 L 761 L 762 L 763 L 764 L 792 L 793 L 794 L 765 L 766 L 767 L 768 L 769 L 795 L 796 L 797 L 798 L 799 | Butt Brasse Barbe Delphin Flunder Karpfen Lachs Plötze Rochen Dorsch Felchen Forelle Schlei Stör Tümmler Wels Zander Inger Makrele Muräne Renke Salm                                                                              | 1965–1992 1966–1991 1966–2001 1966–1992 1966–2024 1966–2001 1966–1992 1966–1991 1966–2017 1966–1992 1966–2002 1966–1992 1966–1991 1966–1992 1966–1988 | Mehrzwecklandungsboot |               |
| 551           | Sprotte-Klasse | LCM 1 LCM 2 LCM 3 LCM 4 LCM 5 LCM 6 LCM7 LCM 8 LCM 9 LCM 10 LCM 11 LCM 12 LCM 13 LCM 14 LCM 15 LCM 16 LCM 17 LCM 18 LCM 19 LCM 20 A 1423 (LCM 21) A 1430 (LCM 22) A 1431 (LCM 23) A 1432 (LCM 24) A 1433 (LCM 25) A 1434 (LCM 26) L 786 (LCM 27) L 787 (LCM 28) | Seetaucher Seenadel Seedrache Seespinne Seeotter Seezunge Seelilie Seefeder Seerose Seenelke Huchen Sprotte Sardine Sardelle Hering Orfe Maräne Saibling Stint Aesche Hummer Krill Krabbe Auster Muschel Koralle Garnele Languste | 1966–1989 1966–1993 1966–2006 1966–1994 1966–1993 1966–2000 1966–1996 1967–2004 1967–2000 1967–2007 1967–2004 1967–2000                               | Landungsboot          |               |

## Hilfsschiffe

### Versorgungsschiffe
| Versorger                | Versorger         | Versorger                                                               | Versorger | Versorger                                                                       | Versorger                                                | Versorger                                                      |
| Klasse                   | Klasse            | Schiffe                                                                 | Schiffe | Schiffe                                                                         | Typ                                                      | Bild                                                           |
| Nr.                      | Name              | Nr.                                                                     | Name | 0Dienstzeit0                                                                    | Typ                                                      | Bild                                                           |
| ------------------------ | ----------------- | ----------------------------------------------------------------------- | --- | ------------------------------------------------------------------------------- | -------------------------------------------------------- | -------------------------------------------------------------- |
| 701                      | Lüneburg-Klasse   | A 1411 A 1412 A 1413 A 1414 A 1415 A 1416 A 1417 A 1418                 | Lüneburg Coburg Freiburg Glücksburg Saarburg Nienburg Offenburg Meersburg                                                      | 1966–1994 1968–1991 1968–2003 1968–2001 1968–1994 1968–1998 1968–1993 1968–2004 | Kleiner Versorger                                        | Kleiner Versorger Offenburg                                    |
| 702                      | Berlin-Klasse     | A 1411 A 1412 A 1413                                                    | Berlin Frankfurt am Main Bonn                                                                                                  | seit 2001 seit 2002 seit 2013                                                   | Einsatzgruppenversorger                                  | Einsatzgruppenversorger Berlin                                 |
| Betriebsstofftransporter |                   |                                                                         | |                                                                                 |                                                          |                                                                |
| Klasse                   | Klasse            | Schiffe                                                                 | Schiffe | Schiffe                                                                         | Typ                                                      | Bild                                                           |
| Nr.                      | Name              | Nr.                                                                     | Name | Dienstzeit                                                                      | Typ                                                      | Bild                                                           |
| 703                      | Walchensee-Klasse | A 1424 A 1425 A 1426 A 1427                                             | Walchensee Ammersee Tegernsee Westensee                                                                                        | 1966–2001 1967–2015 1967–2003                                                   | Kleiner Betriebsstofftransporter                         | Tegernsee                                                      |
| 704                      | Rhön-Klasse       | A 1442 A 1443                                                           | Spessart (ex Okapi) Rhön (ex Okene)                                                                                            | seit 1977                                                                       | Großer Betriebsstofftransporter ex zivile Motortanker    | Großer Betriebsstofftransporter Rhön                           |
| 763                      | Klasse 763        | A 1406 A 1407                                                           | Bodensee (ex Unkas) Wittensee (ex Sioux)                                                                                       | 1959–1969 1959–1995                                                             | Betriebsstofftransporter ex zivile Motortanker           | Betriebsstofftransporter Wittensee mit Forschungsschiff Planet |
| 763                      | Klasse 763        | Y 824 (A 54) Y 825 (A 55)                                               | Borkum (ex USN 105/ex Borkum) Eutin (ex Ramsöy/ ex Esso Ramsöy)                                                                | 1956–1988 1956–1972                                                             | Hafenbetriebsboot ex Kriegsmarine, Hafentankschiff       |                                                                |
| 766                      | Klasse 766        | A 1428 A 1429                                                           | Harz (ex Claire Jung) Eifel (ex Friedrich Jung)                                                                                | 1963–1992                                                                       | Betriebsstofftransporter ex zivile Motortanker           | Eifel (1974)                                                   |
| 780                      | Klasse 780        | Y 826 A 1439 (Y 827) A 1440 (Y 828) A 1441 (Y 829)                      | Jeverland (ex Kongsdal) Frankenland (ex Powell) Emsland (ex Antonio Zotti) Münsterland (ex Giaccomo Metteotti/ ex-Frankenland) | 1959–1968 1959–1977 1961–1977                                                   | Depottanker ex zivile Motortanker                        |                                                                |
| Sonstige Transporter     |                   |                                                                         | |                                                                                 |                                                          |                                                                |
| Klasse                   | Klasse            | Schiffe                                                                 | Schiffe | Schiffe                                                                         | Typ                                                      | Bild                                                           |
| Nr.                      | Name              | Nr.                                                                     | Name | Dienstzeit                                                                      | Typ                                                      | Bild                                                           |
| 705                      | FW 1-Klasse       | A 1403 (Y 864) Y 865 Y 866 A 1404 (Y 867) A 1405 (Y 868) A 1406 (Y 869) | FW 1 FW 2 FW 3 FW 4 FW 5 FW 6                                                                                                  | 1963–1994 1964–1968 1964–1991 1964–2000 1964–1990                               | Frischwasserboot                                         |                                                                |
| 706                      | Schwarzwald       | A 1400                                                                  | Schwarzwald ex-Amalthée | 1961–1974                                                                       | Munitionstransporter                                     |                                                                |
| 760                      | Westerwald-Klasse | A 1435 A 1436                                                           | Westerwald Odenwald | 1967–2010 1967–2002                                                             | Munitionstransporter                                     |                                                                |
| 764                      | Angeln-Klasse     | A 1408 A 1409                                                           | Angeln (ex-Borée) Dithmarschen (ex-Hebé)                                                                                       | 1959–1971 1959–1975                                                             | Kleiner Materialtransporter ex-zivile Frachtmotorschiffe |                                                                |
| 785                      | Klasse 785        | A 1442 (Y 830) A 1443 (Y 831) Y 832                                     | Sauerland (ex-Rolandseck) Pfälzerland (ex-Lucetta) Siegerland (ex-Leuchtenberg 3)                                              | 1960–1969 1956–1969 1960–1969                                                   | Depotschiff ex-zivile Schiffe                            |                                                                |

### Tender
| Tender | Tender       | Tender                                  | Tender                                        | Tender                                                                          | Tender                                      | Tender       |
| Klasse | Klasse       | Schiffe                                 | Schiffe                                       | Schiffe                                                                         | Typ                                         | Bild         |
| Nr.    | Name         | Nr.                                     | Name                                          | Dienstzeit                                                                      | Typ                                         | Bild         |
| ------ | ------------ | --------------------------------------- | --------------------------------------------- | ------------------------------------------------------------------------------- | ------------------------------------------- | ------------ |
| 401    | Rhein-Klasse | A 58 A 61 A 62 A 63 A 64 A 66 A 68 A 69 | Rhein Elbe Weser Main Ruhr Neckar Werra Donau | 1961–1992 1962–1992 1962–1975 1963–1993 1964–1971 1963–1989 1964–1991 1964–1994 | Tender für Schnellboote                     | Tender Donau |
| 402    | Mosel-Klasse | A 67 A 54 A 65                          | Mosel Isar Saar                               | 1963–1990 1964–1980 1963–1992                                                   | Tender für Minensuchboote                   | Tender Saar  |
| 403    | Lahn-Klasse  | A 55 A 56                               | Lahn Lech                                     | 1964–1991 1964–1989                                                             | Tender für U-Boote                          | Tender Lahn  |
| 404    | Elbe-Klasse  | A 511 A 512 A 513 A 514 A 515 A 516     | Elbe Mosel Rhein Werra Main Donau             | seit 1993 seit 1994                                                             | Tender                                      | Tender Elbe  |
| 419    |              | A 52 A 53                               | Oste Ems                                      | 1957–1965 1956–1964                                                             | Tender (ex-Kriegsmarine) für Minensuchboote |              |

### Schlepper
| Schlepper | Schlepper         | Schlepper                                       | Schlepper | Schlepper                                                   | Schlepper                 | Schlepper                   |
| Klasse    | Klasse            | Schiffe                                         | Schiffe | Schiffe                                                     | Typ                       | Bild                        |
| Nr.       | Name              | Nr.                                             | Name | 0Dienstzeit0                                                | Typ                       | Bild                        |
| --------- | ----------------- | ----------------------------------------------- | --- | ----------------------------------------------------------- | ------------------------- | --------------------------- |
| 660       | Zander-Klasse     | Y 1656 Y 1658 Y 1651                            | Wustrow Dranske Koos | 1990–2010 1990–1995                                         | Hafenschlepper            |                             |
| 660       | Warnow-Klasse     | Y 1659                                          | Warnow | seit 1990                                                   | Schleppboot               |                             |
| 720       | Helgoland-Klasse  | A 1457 A 1458                                   | Helgoland Fehmarn | 1966–1997 1967–2022                                         | Bergungsschlepper         | Fehmarn                     |
| 721       | Eisvogel-Klasse   | A 1401 A 1402                                   | Eisvogel Eisbär | 1961–2006 1961–1997                                         | Eisbrecher                | ex-Eisvogel                 |
| 722       | Wangerooge-Klasse | A 1451 A 1452 A 1453 A 1454 A 1455 A 1456       | Wangerooge Spiekeroog Langeoog Baltrum Norderney Juist                                                                                        | 1968–2022 1968–1977 1968–1969 1970–2002 1971–1976           | Seeschlepper              | Seeschlepper Wangerooge     |
| 723       | Lütje-Hörn-Klasse | Y 812 Y 813 Y 814 Y 815 Y 816 Y 817 Y 818 Y 819 | Lütje Hörn Mellum Knechtsand Scharhörn Vogelsand Nordstrand Trischen Langeness                                                                | 1958–1990 1959–1990 1959–1987 1959–1986 1959–1990 1959–1987 | Kleiner Hafenschlepper    | Langeness als Museumsschiff |
| 724       | Sylt-Klasse       | Y 820 Y 821 Y 822 Y 823                         | Sylt Föhr Amrum Neuwerk | 1962–1994 1963–1994 1963–1997                               | Großer Hafenschlepper     | Sylt 1972 in Kiel           |
| 724       | Neuende-Klasse    | Y 1680 Y 1681 Y 1682                            | Neuende Heppens Ellerbek | 1971–2004 1971–1998 1971–1994                               | Großer Hafenschlepper     |                             |
| 725A 725B | Nordstrand-Klasse | Y 817 Y 819 Y 816 Y 812 Y 815 Y 814             | Nordstrand Langeness Vogelsand Lütje Hörn Scharhörn Knechtsand                                                                                | seit 1987 seit 1990                                         | Hafenschlepper            | Hafenschlepper Vogelsand    |
| 729       | Klasse 729        | Y 800 Y 801 Y 802 Y 803                         | Passat (ex-USN 103/ex-Passat) Pellworm (ex-USN 102/ex-Pellworm) Plön (ex-Bombay/ex-Bodden) Blauort (ex-P 6051/ex-Eider/ ex-VS 133/ex-D Wo 56) | 1956–1978 1956–1970 1960–1977                               | Schlepper ex-Kriegsmarine |                             |
| ÷         |                   | A 1453 A 1454                                   | Rügen Borkum | seit 2023 seit 2024                                         | Hochsee-Bergungsschlepper |                             |

### Werkstattschiffe
Mit dem 1. April 1974 den Marinearsenalen in Kiel und Wilhelmshaven unterstellt. Weiteres Schicksal.
| Werkstattschiffe | Werkstattschiffe | Werkstattschiffe | Werkstattschiffe                                               | Werkstattschiffe | Werkstattschiffe                                                               | Werkstattschiffe |
| Klasse           | Klasse           | Schiffe          | Schiffe                                                        | Schiffe          | Typ                                                                            |                  |
| Nr.              | Name             | Nr.              | Name                                                           | Dienstzeit       | Typ                                                                            |                  |
| ---------------- | ---------------- | ---------------- | -------------------------------------------------------------- | ---------------- | ------------------------------------------------------------------------------ | ---------------- |
| 726              | Odin-Klasse      | A 512 A 513      | Odin (ex-USS Ulysses (ARB-9)) Wotan (ex-USS Diomedes (ARB-11)) | 1966–1974        | Werkstattschiff ex-US Werkstattschiffe, umgebaute Landungsschiffe des Typs LST |                  |

### Schulschiffe
- Eider-Klasse → Sonstige Hilfsschiffe

| Schulschiffe | Schulschiffe  | Schulschiffe                              | Schulschiffe | Schulschiffe                                      | Schulschiffe | Schulschiffe                                                                          |
| Klasse       | Klasse        | Schiffe                                   | Schiffe | Schiffe                                           | Typ | Bild                                                                                  |
| Nr.          | Name          | Nr.                                       | Name | Dienstzeit00                                      | Typ | Bild                                                                                  |
| ------------ | ------------- | ----------------------------------------- | --- | ------------------------------------------------- | --- | ------------------------------------------------------------------------------------- |
| 138          | Schulfregatte | F 212 F 213 F 214 F 215 F 216 F 217 F 218 | Gneisenau (ex-HMS Oakley L98/F168) Scharnhorst (ex-HMS Mermaid U30/F30) Hipper (ex-HMS Actaeon U07/F07) Graf Spee (ex-HMS Flamingo U03/F03) Scheer (ex-HMS Hart U58/F58) Raule (ex-HMS Albrighton L12/F112) Brommy (ex-HMS Eggesford L15/F15)                   | 1958–1966 1959–1968 1959–1964 1959–1967 1959–1965 | Schulfregatten ex-brit. Hunt- und Black-Swan-Klasse                                                                                            | Schulfregatte Gneisenau (Hunt-Klasse) · Schulfregatte Scharnhorst (Black-Swan-Klasse) |
| 319          | Wespe-Klasse  | F 207 F 208 F 209 F 210 F 211             | Biene (ex‑M 205/ex‑Belfort M 606/Q 74) Bremse (ex-M 253/ex-Vimy M 608/Q 77) Brummer (ex-M 85/ex-Yser M 604/Q 78) Hummel (ex-M 81/ex-Laffaux M 607/Q 75) Wespe (ex‑M-24/ex-Ailette M 605/Q 76)                                                                   | 1957–1963                                         | Geleitboot/Schulboot ex-Kriegsmarine, Minensuchboot 1935                                                                                       | Minensuchboot 1935                                                                    |
| 339          | FM-1-Klasse   | W 54 W 55 W 56 W 44 W 53 W 45             | FM 1, ex-W 7, ex-Miss Andree, ex MMS? FM 2, ex-W 8, ex-Adrien Magnier, ex MMS? FM 3, ex-W 10, ex-Miss Jeanne, ex MMS? UW 1, ex-W 12, ex-Pierre Mene, ex MMS? UW 3, später TM 1, ex-W 9, ex-Nr. 168, ex MMS? UW 2, später TM 2, ex-W 11, ex-Malgre Tout, ex MMS? | 1956–1974                                         | Küstenwach- und Schulboote, ehem. große Wachboote des Seegrenzschutzes, davor belgische Fischereifahrzeuge, davor brit. Minensuchboote Typ MMS | UW 1 und FM 1                                                                         |
| 368          | Nordwind      | Y 834 (W 43)                              | Nordwind | 1956–2006                                         | Segelschulboot ex-Kriegsfischkutter |                                                                                       |
| 440/ 440A    | Deutschland   | A 59                                      | Deutschland | 1963–1990                                         | Schulschiff | Schulschiff Deutschland                                                               |
| 441/ 441A    | Gorch Fock    | A 60                                      | Gorch Fock | seit 1958                                         | Segelschulschiff | Segelschulschiff Gorch Fock                                                           |

### Spezialschiffe
| Spezialschiffe | Spezialschiffe | Spezialschiffe                                         | Spezialschiffe                                   | Spezialschiffe                          | Spezialschiffe   | Spezialschiffe         |
| Klasse         | Klasse         | Schiffe                                                | Schiffe                                          | Schiffe                                 | Typ              | Bild                   |
| Nr.            | Name           | Nr.                                                    | Name                                             | Dienstzeit                              | Typ              | Bild                   |
| -------------- | -------------- | ------------------------------------------------------ | ------------------------------------------------ | --------------------------------------- | ---------------- | ---------------------- |
| 738            | Klasse 738     | Y 1643 Y 1644                                          | Bottsand Eversand                                | 1984–2021 1988–2022                     | Ölauffangschiff  |                        |
| 742A           | Klasse 742A    | M 1052                                                 | Mühlhausen ex-Walther von Ledebur                | 1995–2007                               | Minentaucherboot |                        |
| 754            | Klasse 754     | Y 1662 A 1439 (Y 1661) A 1440 (Y 1664) A 1441 (Y 1665) | Ems (ex-Harle/ex-USN 104) Baltrum Juist Langeoog | 1964–1978 seit 1974 seit 1978 1978–2012 | Taucherschulboot | Taucherschulboot Juist |

### Aufklärungsschiffe
- Trave → Eider-Klasse

| Aufklärungsschiffe | Aufklärungsschiffe | Aufklärungsschiffe | Aufklärungsschiffe                   | Aufklärungsschiffe            | Aufklärungsschiffe | Aufklärungsschiffe     |
| Klasse             | Klasse             | Schiffe            | Schiffe                              | Schiffe                       | Typ                | Bild                   |
| Nr.                | Name               | Nr.                | Name                                 | 0Dienstzeit0                  | Typ                | Bild                   |
| ------------------ | ------------------ | ------------------ | ------------------------------------ | ----------------------------- | ------------------ | ---------------------- |
| 753/422            | Oste-Klasse        | A 52               | Oste (ex-Puddefjord/ex-USN 101)      | 1972–1987                     | Flottendienstboot  |                        |
| 753/422            | Oker-Klasse        | A 50 A 53          | Alster (ex-Mellum) Oker (ex-Hoheweg) | 1961–1988 1960–1987           | Flottendienstboot  |                        |
| 423                | Oste-Klasse        | A 52 A 53 A 50     | Oste Oker Alster                     | seit 1988 seit 1988 seit 1989 | Flottendienstboot  | Flottendienstboot Oker |

### Sonstige Hilfsschiffe
| Sonstige Hilfsschiffe | Sonstige Hilfsschiffe | Sonstige Hilfsschiffe               | Sonstige Hilfsschiffe                                       | Sonstige Hilfsschiffe                                       | Sonstige Hilfsschiffe | Sonstige Hilfsschiffe |
| Klasse                | Klasse                | Schiffe                             | Schiffe                                                     | Schiffe                                                     | Typ | Bild                  |
| Nr.                   | Name                  | Nr.                                 | Name                                                        | Dienstzeit                                                  | Typ | Bild                  |
| --------------------- | --------------------- | ----------------------------------- | ----------------------------------------------------------- | ----------------------------------------------------------- | --- | --------------------- |
| 319                   | Eider-Klasse          | A 50 A 51                           | Eider Trave                                                 | 1956–1978 1956–1971                                         | zunächst Schul- und Begleitschiffe Klasse 319, Eider später Minenwurf- und Lichtboot Klasse 752, Trave Messboot Klasse 751 |                       |
| 650                   | Ohre-Klasse           | Y 890 Y 891 Y 892 Y 893 Y 894 Y 895 | Vogtland Altmark Havelland Uckermark Börde Wische (ex-Harz) | 1990–2002 1990–2016 1990–1991 1990–2002 1990–1992 1990–2020 | Wohnschiff ex-Volksmarine Schwimmender Stützpunkt Projekt 162                                                              | Wohnschiff Wische     |
| 680                   | SK-64-Klasse          | Y 1653 D 44                         | Kollicker Ort Esper Ort                                     | 1990–1991                                                   | Ehemalige Seezeichenkontrollboote des SHD                                                                                  |                       |
| 730                   |                       | Y 809                               | Arcona                                                      | 1958–1982                                                   | Wohnschiff |                       |
| 730                   |                       | Y 810                               | Alter Hafen                                                 | 1958–1973                                                   | Wohnschiff |                       |
| 730                   |                       | Y 811                               | Knurrhahn                                                   | 1956–1986                                                   | Wohnschiff |                       |
| 730                   |                       | Y 811                               | Knurrhahn                                                   | seit 1989                                                   | Wohnschiff, Klasse 730D |                       |

## Schiffe des Rüstungsbereichs der Bundeswehr

### Forschungsschiffe
| Forschungsschiffe | Forschungsschiffe | Forschungsschiffe | Forschungsschiffe | Forschungsschiffe | Forschungsschiffe         | Forschungsschiffe              |
| Klasse            | Klasse            | Schiffe           | Schiffe           | Schiffe           | Typ                       | Bild                           |
| Nr.               | Name              | Nr.               | Name              | Dienstzeit        | Typ                       | Bild                           |
| ----------------- | ----------------- | ----------------- | ----------------- | ----------------- | ------------------------- | ------------------------------ |
| 750               |                   | A 1450 (Y 843)    | Planet            | 1967–2004         | Wehrforschungsschiff      | Wehrforschungsschiff Planet    |
| 751               |                   | A 1437            | Planet            | seit 2005         | Wehrforschungsschiff      | Wehrforschungsschiff Planet    |
| 753               |                   | A 1456            | Alliance          | 1988–2015         | Forschungs- und Meßschiff | NATO-Forschungsschiff Alliance |

Alle Forschungsschiffe sind Einzelschiffe.
Die Planet (A 1450) unterstand der Forschungsanstalt der Bundeswehr für Wasserschall und Geophysik in Kiel. Die Planet (A 1437) steht sowohl der Wehrtechnischen Dienststelle 71 in Eckernförde, als auch der Forschungsanstalt für Wasserschall und Geophysik in Kiel zur Verfügung. Die Alliance untersteht dem Centre for Maritime Research and Experimentation (vormals NATO Undersea Research Centre (NURC)) in La Spezia und fuhr bis Ende 2015 unter deutscher Flagge. Mit Wirkung vom 1. Januar 2016 wurde sie der Marina Militare unterstellt und fährt seither unter italienischer Flagge.

### Erprobungsboote
| Mehrzweckerprobungsboote | Mehrzweckerprobungsboote          | Mehrzweckerprobungsboote                                | Mehrzweckerprobungsboote                                                                      | Mehrzweckerprobungsboote                                                                  | Mehrzweckerprobungsboote | Mehrzweckerprobungsboote           |
| Klasse                   | Klasse                            | Schiffe                                                 | Schiffe                                                                                       | Schiffe                                                                                   | Typ | Bild                               |
| Nr.                      | Name                              | Nr.                                                     | Name                                                                                          | Dienstzeit                                                                                | Typ | Bild                               |
| ------------------------ | --------------------------------- | ------------------------------------------------------- | --------------------------------------------------------------------------------------------- | ----------------------------------------------------------------------------------------- | --- | ---------------------------------- |
| 421                      | Thetis-Klasse                     | A 1449                                                  | Hans Bürkner                                                                                  | 1963–1990                                                                                 | Erprobungsboot, groß ehemaliges Torpedofangboot/Flottendienstboot/U-Jagdboot                                                             | Großes Erprobungsboot Hans Bürkner |
| 740                      | Versuchs- und Erprobungsfahrzeuge | Y 829 Y 840 Y 844 Y 871 Y 877 Y 878 Y 889 Y 1673 Y 1689 | KW 3 EF 3 Barbara Heinz Roggenkamp H.C. Oersted Hermann von Helmholtz Rudolf Diesel AK 5 Bums | 1956–1990 1966–1991 1964–1995 1964–1993 1962–1988 1962–1976 1961–1986 1970–1993 seit 1970 | Radarbeschickungsboot Erprobungs- und Versuchsfahrzeug Hubinsel Erprobungsschiff Entmagnetisierungsboot Radarbeschickungsboot Messschute | Messschute Bums                    |
| 741                      |                                   | A 1409                                                  | Wilhelm Pullwer                                                                               | 1966–2023                                                                                 | Sperrwaffenversuchsboot |                                    |
| 745                      | Stollergrund-Klasse               | Y 863 Y 864 Y 865 Y 866 Y 867                           | Stollergrund Mittelgrund Kalkgrund Breitgrund Bant                                            | 1989–2015 1989–2023 1989–2004 1990–2023 1990–2003                                         | Erprobungsboot, klein | Kleines Erprobungsboot Mittelgrund |
| 748                      | Schwedeneck-Klasse                | Y 860 Y 861 Y 862                                       | Schwedeneck Kronsort Helmsand                                                                 | 1987–2011 seit 1987 seit 1988                                                             | Erprobungsboot, mittel | Mittleres Erprobungsboot Helmsand  |
|                          | Kalkgrund-Klasse                  | Y 898 Y 899                                             | Kalkgrund Stollergrund                                                                        | seit 2023                                                                                 | Messboot „Seeversuche Küste“ – SVK |                                    |

- Klasse 740 (Klasse 740 ist Sammelbezeichnung für kleinere Erprobungsfahrzeuge des BWB von unterschiedlichen Typen). Ein Teil der Fahrzeuge sind ehemalige US-Minensucher des Typs YMS (Yard Mine Sweeping). Der Klasse sind außerdem diverse sonstige Objekte wie Schulhulks, Hubinseln usw. zugeordnet, die hier nicht vollständig aufgezählt werden. Sie enthält 31 Schiffsnummern.[2]
  - YMS-Fahrzeuge: H.C. Oersted, Hermann von Helmholtz, Rudolf Diesel, Adolf Bestelmeyer, OT 2
  - Sonstige Fahrzeuge: AM 1, Frequenz (ex-AK 2), Friedrich Voge, Holnis, Karl Kolls, Niobe, Otto Meycke, Viktoria, Welle (ex-AK 5)

### Unterstützungseinheiten
| Unterstützungseinheiten | Unterstützungseinheiten | Unterstützungseinheiten         | Unterstützungseinheiten                                        | Unterstützungseinheiten | Unterstützungseinheiten                                                              | Unterstützungseinheiten                            |
| Klasse                  | Klasse                  | Schiffe                         | Schiffe                                                        | Schiffe                 | Typ                                                                                  | Bild                                               |
| Nr.                     | Name                    | Nr.                             | Name                                                           | Dienstzeit              | Typ                                                                                  | Bild                                               |
| ----------------------- | ----------------------- | ------------------------------- | -------------------------------------------------------------- | ----------------------- | ------------------------------------------------------------------------------------ | -------------------------------------------------- |
| 710                     | Förde-Klasse            | A 1641 (Y 1641) A 1642 (Y 1642) | Förde Jade                                                     | 1967–1992               | Tankreinigungsschiff                                                                 | Tankreinigungsschiff Förde                         |
| 711                     | Hiev-Klasse             | Y 875 Y 876                     | Hiev Griep                                                     | 1962–2014 seit 1963     | Schwimmkran                                                                          | Schwimmkran Griep                                  |
| 726                     | Odin-Klasse             | Y 847 Y 848                     | Odin (ex-USS Ulysses (ARB-9)) Wotan (ex-USS Diomedes (ARB-11)) | 1974–1991               | Werkstattschiff ex-US Werkstattschiffe, entwickelt aus Landungsschiffen des Typs LST | Werkstattschiff Odin, hier als USS Ulysses (ARB-9) |
| 744                     | Schleswig-Klasse        | Y 1654 Y 1655                   | Schleswig Holstein                                             | seit 2023               | Arbeitsboot                                                                          | Die Schleswig in Eckernförde                       |

## Wehrbereichskommando I – Küste
Die Sicherungsboote unterstanden einst dem Wehrbereichskommando I – Küste. Bereedert werden die Einheiten durch das Ausbildungszentrum Heeresflugabwehrtruppe, Außenstelle Todendorf. Die Einheiten werden für Sicherungsaufgaben beim Flugabwehrschießplatz Todendorf eingesetzt. Sie haben Zivilbesatzung.
| Sicherungsboote | Sicherungsboote  | Sicherungsboote                                                               | Sicherungsboote | Sicherungsboote                                   | Sicherungsboote                                  | Sicherungsboote |
| Klasse          | Klasse           | Schiffe                                                                       | Schiffe | Schiffe                                           | Typ                                              | Bild            |
| Nr.             | Name             | Nr.                                                                           | Name | Dienstzeit                                        | Typ                                              | Bild            |
| --------------- | ---------------- | ----------------------------------------------------------------------------- | --- | ------------------------------------------------- | ------------------------------------------------ | --------------- |
| 439             | Klasse 439       | TV 3 (P 6037) TV 2 (P 6045) TV 1 (P 6047) TV 4 (P 6048)                       | Hohwacht (ex-P 6037/ex USN …/ex …) Putlos (ex-P 6045/ex USN …/ex …) Todendorf (ex-P 6047/ex USN …/ex …) Heiligenhafen (ex-P 6048/ex USN …/ex …)                                                                                 | 19xx–1974 19xx–1972 19xx–1970 19xx–1976           | Sicherungsboot/ ex-Kriegsmarine Torpedofangboote |                 |
| 369             | Klasse 369       | Y 827 (W 15) Y 830 (W 16) Y 845 (W 17) Y 832 (W 18) Y 833 (W 19) Y 846 (W 20) | KW 15 (ex-BG 1/ex-KW 15/ex-H 15/ex-USN 57) KW 16 (ex-BG 2/ex-KW 16/ex-H 16/ex-USN 54) KW 17 (ex-BG 3/ex-KW 17/ex-H 17/ex-USN 58) KW 18 (ex-H 18/ex-USN 55) KW 19 (ex-H 19/ex-USN 59) KW 20 (ex-BG 4/ex-KW 20/ex-H 20/ex-USN 56) | 1971–1993 1970–1994 1967–1993 19xx–1981 1970–1994 | Küstenwachboot/ Sicherheitsboot                  |                 |
| 909             | FL 5-Klasse      | Y 857 (H 11) Y 859 (H 13)                                                     | H 11 (ex-FL 5/ex-KW 11/ex-H 11/ex-P 1) H 13 (ex-FL 7/ex-KW 13/ex-H 13/ex-P 3) | 1976–1983 1975–1992<                              | Flugsicherungsboot/ Sicherheitsboot              |                 |
| 905             | Todendorf-Klasse | Y 835 Y 836 Y 837 Y 838 Y 839                                                 | Todendorf Putlos Baumholder Bergen Munster | seit 1993 seit 1994 1994–2008 seit 1994           | Sicherungsboot                                   | Y 839 Munster   |